# 冒険でしょでしょ?
「冒険でしょでしょ?」（ぼうけんでしょでしょ?）は、平野綾の2枚目のシングル。2006年4月26日にLantisから発売された（販売元はキングレコード）。

## 概要
表題曲「冒険でしょでしょ?」は、テレビアニメ『涼宮ハルヒの憂鬱』のオープニングテーマとして使用されたもので、自身初のアニメタイアップ曲。
『涼宮ハルヒの憂鬱』の終了後も、同シリーズの映画やゲームの主題歌として使用されている。
カップリング曲の「風読みリボン」は、同アニメのラジオ番組である『涼宮ハルヒの憂鬱 SOS団ラジオ支部』のオープニングテーマとして使用された。
オリコンウィークリーチャートでは、28週に渡りチャートイン入りし続けるヒット作となった。

## 収録曲
全作詞：畑亜貴
1. 冒険でしょでしょ? [4:15]
作曲：冨田暁子、編曲：藤田淳平（Elements Garden）
2. 風読みリボン [3:44] 
作曲：鈴木盛広、編曲：安藤高弘
3. 冒険でしょでしょ? (off vocal)
4. 風読みリボン (off vocal)

## 収録作品
| 曲名              | 収録作品名                                       | 作品種類                 | 発売日         | 備考                                   |
| ----------------- | ------------------------------------------------ | ------------------------ | -------------- | -------------------------------------- |
| 冒険でしょでしょ? | RIOT GIRL                                        | オリジナルアルバム       | 2008年7月16日  | 1stアルバム                            |
| 冒険でしょでしょ? | AYA MUSEUM                                       | ベストアルバム           | 2011年5月25日  | 1stベストアルバム                      |
| 冒険でしょでしょ? | 1st LIVE 2008 RIOT TOUR LIVE DVD                 | ライブ・ビデオ           | 2009年2月25日  | 1stライブ・ビデオ                      |
| 冒険でしょでしょ? | AYA HIRANO Special LIVE 2010 〜Kiss me〜         | ライブ・ビデオ           | 2011年5月2日   | 3rdライブ・ビデオ                      |
| 冒険でしょでしょ? | AYA HIRANO Music Clip Collection vol.1           | ミュージック・クリップ集 | 2009年9月9日   | 1stミュージック・クリップ集            |
| 冒険でしょでしょ? | 涼宮ハルヒの憂鬱 -Super Remix- Full-Mix          | リミックス・アルバム     | 2009年8月26日  | キャラクターソングリミックス・アルバム |
| 冒険でしょでしょ? | 涼宮ハルヒの完奏〜コンプリートサウンドトラック〜 | サウンドトラック         | 2016年7月7日   | コンプリートサウンドトラック           |
| 風読みリボン      | AYA HIRANO FRAGMENTS LIVE TOUR 2012              | ライブ・ビデオ           | 2012年11月28日 | 4thライブ・ビデオ                      |
| 風読みリボン      | 涼宮ハルヒの完奏〜コンプリートサウンドトラック〜 | サウンドトラック         | 2016年7月7日   | コンプリートサウンドトラック           |

## エピソード
- 2007年7月7日に日本武道館にて開催された『Animelo Summer Live 2007』では、アレンジバージョンである『冒険でしょでしょ?〜パンクでしょversion〜』が演奏された。
- 『アニぱら音楽館』に出演した際には、レギュラーメンバーの影山ヒロノブと共に楽曲を披露した。

## その他のタイアップ
2007年
- PSP用ゲーム『涼宮ハルヒの約束』オープニングテーマ

2009年
- Wii用ゲーム『涼宮ハルヒの激動』オープニングテーマ

2010年
- 映画『涼宮ハルヒの消失』オープニングテーマ

2011年
- プレイステーション3＆PSP用ゲーム『涼宮ハルヒの追想』オープニングテーマ

## カバー
2008年
- 源屋 feat.NANO - カバーアルバム『EXIT TRANCE PRESENTS SPEED アニメトランス BEST 5』でカバー

2009年
- MI→NA - カバーアルバム『スーパーアニメリミックス峠stage2』でカバー

2010年
- KEI - オムニバスアルバム『アニメ・ユーロ・ベスト~スクール・エディション~ 』でカバー
- B.U.S feat.cherry - カバーアルバム『あにめはうす☆ひっとぱれーど！』でカバー。
- ラスマス・フェイバー - カバーアルバム『ラスマス・フェイバー・プレゼンツ・プラチナ・ジャズ 〜アニメ・スタンダード Vol.2〜』に収録。ジャズカバーによる演奏で、歌は収録されていない。

2020年
- 菅原進（ビリーバンバン） - 8月30日、動画投稿サイトに投稿。森正明がギター、菅原知子（編曲も担当）がピアノで参加している。

2021年
- 宮本フレデリカ（髙野麻美） - 8月13日、『アイドルマスター シンデレラガールズ スターライトステージ』収録曲としてカバーした。2021年12月8日発売のシングル『THE IDOLM@STER CINDERELLA GIRLS STARLIGHT MASTER GOLD RUSH! 13 Secret Mirage』にフルバージョンが収録。

2024年
- 中島愛 - カバーソングプロジェクト『CrosSing』にてカバー。2024年11月13日に配信シングルとしてリリースされた。